# Anaspis quadrimaculata
Anaspis quadrimaculata é uma espécie de insetos coleópteros polífagos pertencente à família Scraptiidae.
A autoridade científica da espécie é Gyllenhall, tendo sido descrita no ano de 1817.
Trata-se de uma espécie presente no território português.